# Renyer I
Renyer I, anomenat Renyer del Coll Llarg — Régnier au Long Col — (850 - Meerssen entre el 25 d'agost del 915 i el 19 de gener del 916) fou comte d'Hainaut i de Maasgau i governant de la Lotaríngia (sense títol ducal). Als documents antics apareix com Renier d'Hainault.

## Comte i alt dignatari, servidor dels governants carolingis
Era el fill de Gislebert, comte de Maasgau des de 841, i Ermengarda (830-849), filla de Lotari I. Gislebert va segrestar a Ermengarda el 846, però gràcies a Carles el Calb, es va reconciliar amb el seu sobirà i encara va rebre Darnau. Renyer va succeir al seu pare en el comtat de Maasgau i es va enriquir en gran manera com abat laic d'Echternach entre 897 i 915, de Sant Servand de Maastricht abans de maig de 898, i de Stavelot-Malmedy entre 900 i 902.
Un comte Renyer s'esmenta l'any 853 al cartulari de Servais. Donada la data, és probable que es tracte d'un oncle de Renyer I. També seria aquest mateix oncle el que és citat l'any 877 al capítol de Quierzy. En aquest document, és citat junt a Gislebert entre els principals personatges que participaven en el consell de la regència durant l'expedició de Carles el Calb a Itàlia.
Apareixen altres referències a un comte Renyer, sense que es pugui determinar si és l'oncle o el nebot. Per tant, un comte Renyer és citat amb Eudes o Odó, fill de Robert el Fort, i més tard rei de Frància Occidental, Gauzlí, el bisbe de París, i Ebles, abat de Saint-Denis (i nebot de Gauzlí), com a participants en les lluites del setge de París pels vikings a l'hivern de 885/886.

## Fi d'una carrera turbulenta, però afortunada
Apareix amb certesa el 895 com a assessor principal del rei Zwentibold de Lotaríngia, al que va deure el seu estatus com el primer comte de Lotaríngia. Governant vigorós, però ambiciós i brutal, Zwentibold va tractar en va en dues campanyes el 895 i 896 d'arrabassar el regne a Carles III de França.
A la tornada, Zwentibold es va dedicar a l'administració comtal del seu regne i va cessar a quatre comtes de la regió del Mosel·la: Odacre, Esteve, Matfred (o Matfrid) i Gerard. Renyer com a personatge amb el més alt grau militar va moderar la ira real i no va deixar d'intervenir en favor dels càrrecs caiguts o amenaçats. Però la seva posició moderadora no fou apreciada i va caure en desgràcia el 898, i els seus honors (comtats) li foren retirats. Llavors es va revoltar i va negar-se a tornar les seves terres, va estendre la rebel·lió i es va fer fort a Durfost, en l'actualitat probablement Dordrecht, en la desembocadura del Mosa. Carles el Simple va voler aprofitar la seva oportunitat per recuperar Lotaríngia, però els bisbes va reconciliar els dos cosins. Pel seu costat l'emperador Arnulf de Caríntia, pare de Zwentibold, va calmar als comtes rebels i s'esforça per recuperar la confiança d'aquestos en favor del seu fill bastard.
A la mort d'Arnulf, molts nobles es van unir als lotaringis junt amb l'alt clergat, tots indignats per l'actitud del rei de Lotaríngia. Renyer no fou l'únic rebel: un exèrcit lotaringi, dirigit per l'arquebisbe de Trèveris, Radbod, va combatre pel fill legítim d'Arnulf, Lluís IV l'Infant, contra el seu rei titular Zwentibold el qual va morir en una batalla victoriosa pels rebels dirigida pels renegat comtes Matfred i Gerard l'agost del 900.
Poc després, el jove rei d'Alemanya Lluís l'Infant anomenava a Gebhard com a duc de Lorena, i no sembla que Renyer hagués mostrat cap oposició. Va recuperar els seus drets i títols i va conservar les seves propietats.
Després de la mort del rei Lluís l'Infant d'Alemanya, els aristòcrates de Lotaríngia, fidels a la dinastia carolíngia, rebutjaren la sobirania del seu successor Conrad I d'Alemanya i es van unir al rei de Frància Occidental. Renyer fou nomenat pel nou rei a Lotaríngia, Carles el Simple, com una mena de marquès del territori, càrrec que va exercir uns 15 anys. Va morir cobert d'honors a finals de 915 o principis del 916.

## Matrimoni i fills
Es va casar amb Hersinda (també coneguda com a Albarada morta després de 916) i va tenir:
- Gislebert († 939), comte de Maasgau i duc de Lotaríngia
- Renyer II, comte d'Hainaut
- Una filla, casada amb Berenguer, comte de Namur. Algunes genealogies li donen el nom de Simforiana, però no és clar en quins documents es basen.